# بيل فيسك
بيل فيسك (بالإنجليزية: Bill Fisk)‏ هو لاعب كرة قدم أمريكية أمريكي، ولد في 5 نوفمبر 1916 في لوس أنجلوس في الولايات المتحدة، وتوفي بنفس المكان في 28 مارس 2007.

## وصلات خارجية
- بيل فيسك على موقع مرجع كرة القدم المحترفة.كوم (الإنجليزية)